# Pietra serena
Pietra serena je siv peščenjak, ki se še posebej uporablja v arhitekturi in deloma tudi v kiparstvu. Značilen je za zgodovinsko toskansko arhitekturo in zlasti za Firence, kjer se običajno ne uporablja za rezanje zidanih blokov, ampak za izolirane ali okrasne elemente, kot so stebri, venci in rebra.

## Značilnosti
Pietra serena ima spremenljivo velikost zrn, ki se razlikuje od srednje drobnega do velikega, odvisno od kamnoloma. Tekstura kamna je prijetno homogena, s svetlečimi pikami zaradi prisotnosti kosmičev sljude. Včasih ima laminacije in gradacije (tj. spremembe velikosti zrn v istem bloku). Včasih lahko žile kalcita povzročijo šibkosti. Pravokotna lomna obremenitev ni posebej odporna: približno 700 kg / cm2.
Šibka točka pietra serena je zmanjšanje odpornosti, če je v stiku z atmosferskimi vplivi, zlasti z vodo in temperaturnimi spremembami: v najslabših primerih jo bo morda treba zamenjati po nekaj desetletjih, vendar obstajajo izjeme (kot v galeriji Uffizi). Razgradnja se kaže z nastankom in padanjem skorje vzporedno z vidno površino (luščenje), prašenje, odmiki, razpokami itd.
Včasih razgradnja kloritov privede do tega, da kamen dobi rjavo barvo in do hitrega razpada zaradi propadanja.
Obdeluje se na različne načine: kleše, izjeda, vžge, brusi, praska, peska.

## Območja pridobivanja
Dve glavni sorti sta peščenjak Monte Modino s srednje drobnim zrnom, ki ima kamnolome v Fiesoleju, Vincigliati, Settignanu, Valle del Mugnone in vseh krajih severno od Firenc ter peščenjak Macigno srednje velikih zrnih, pogosto v območja jugozahodno od Firenc (Gonfolina v občini Carmignano, Lastra a Signa, Montebuoni, Tavarnuzze pri Impruneti itd.).
Najbolj cenjena sorta se je imenovala "del Fossato" in je prišla z majhnega območja v dolini Mensola, na pobočjih hriba Settignano. To je bil "prepovedan" kamnolom, torej rezerviran za javne naročnike. Na primer, stopnišče Laurentijske knjižnice je bilo narejeno s tem kamnom.
Pravzaprav so bili renesančni arhitekti in umetniki zelo pozorni na izvor kamna, ker sta se zmogljivost in obstojnost materiala razlikovali glede na kamnolom, verjetno zaradi različnega odstotka kalcita.
Zunaj florentinskega območja se nahaja na Monte Orsaro blizu Abetone, na Monte Albano in v Chiantiju do Monte Cetona.
Trenutno skoraj vsa proizvodnja prihaja iz Firenzuole, kjer se letno pridobi približno 50.000 m³. Obstaja tudi "muzej pietra serena". Vendar je treba navesti, da kamen iz Firenzuola, ki se dejansko trži pod imenom pietra serena, nima nobene zveze s peščenjakom, ki prihaja iz formacije Macigno ali formacije peščenjaka iz Monte Modino, ki se je v preteklosti uporabljal v florentinskih spomenikih. Pravzaprav ta izhaja iz formacije Marnoso Arenacea, ki je prisotna v Firenzuoli in po Emilijskih in Umbrijskih Apeninih, odloženih v drugi sedimentni kotlini milijone let po prej omenjenih peščenjakih (peščenjak Monte Modino, peščenjak Macigno), ki izvirata iz formacije Macigno. Ta zmeda izhaja iz dejstva, da ima pietra di firenzuola zunanji videz, zelo podoben pietra serena iz Firenc, ki se skoraj ne razlikuje za neizkušeno oko, vendar se razlikuje iz geološkega in petrografskega vidika.
Drugo področje, ki je bilo zgodovinsko zelo aktivno za pridobivanje pietra serena, je območje Vellano v občini Pescia (PT). Sredi 20. stoletja. bilo je aktivnih več kot deset kamnolomov, ki so proizvajali predelani material za javna in zasebna dela ter za obnovo zgodovinskih stavb. Danes je še vedno aktiven kamnolom z odlično kakovostjo kamna, ki je pokazal odlično odpornost tudi na prostem zaradi veliko manj porozne sestave kot tradicionalni peščenjak.
Vrsta visokokakovostnega pietra serena, podobnega peščenjaku Macigno, prihaja iz hribov Tuoro sul Trasimeno, kjer obstajata dva aktivna kamnoloma za njegovo pridobivanje.

## Zgodovina in uporaba
Giorgio Vasari ga omenja leta 1568, Filippo Baldinucci leta 1681 in Giovanni Targioni Tozzetti leta 1773, medtem ko ga je Agostino del Riccio imenoval "kamen hribov Fiesole" in Dante Alighieri, ki spet govori o Fiesolu, ga morda imenuje tudi balvan (Inf. XV, 63).
Etruščani so tam zgradili obzidje Fiesola in grobnice Comeane, Rimljani pa so ga v Firencah uporabili za Marsov tempelj. Do zmage pietra serena je prišel Filippo Brunelleschi, ki ga je uporabil v svojih mojstrovinah v Firencah, kot sta cerkev sv. Lovrenca ali bazilika sv. Duha (če omenimo le dva primera), kar je povečalo kontrast med sivo uniformo kamna, položenega na nosilne elemente, in belih ometov za prekrivanje zidanih zidov. Od takrat je uporaba sivo-bele dikromacije v renesančni arhitekturi postala kanon; na primer Michelangelo ga je uporabljal za knjižnico Medicea Laurenziana.
Brunelleschi je predstavil tudi uporabo pietra serena v notranjih stenah kupole, v vozliščih, za katera je spoznal večji strukturni pomen, in za to zahteval kamen, pridobljen v kamnolomu Trassinaia, ki je zdaj opuščen. Prvi ga je uporabil tudi na fasadi, v Ospedale degli Innocenti, za njim pa so material kljub težavam z vzdržljivostjo uporabili zunaj; primeri so loža galerije Uffizi, lože trga Santissima Annunziata ali fasada cerkve San Giovannino degli Scolopi.
V 19. stoletju ga je Giuseppe Poggi množično ponovno uporabil, zlasti za klesarska dela na fasadah stavb.
Če je kamen drobnozrnat, ga je mogoče izklesati s številnimi podrobnostmi: zato so ga uporabljali tako v arhitekturnih dekoracijah kot v avtonomnih skulpturah, tako kot Donatellova Marzocco ali Oznanjenje Cavalcanti v baziliki sv. Križa v Firencah.
Vrsta, znana komercialno kot "macigno", se zaradi večje odpornosti uporablja tudi pri talnih oblogah. Firence, Siena in Arezzo ter številna toskanska zgodovinska središča so večinoma tlakovana s ploščami iz tega kamna. Ta uporaba se zdi zelo starodavna, če je bil del Cardo maximus v rimskih Firencah, ki je prišel na dan via Vacchereccia, tlakovan s ploščami iz peščenjaka, postavljenimi na opus incertum.